# Maqo Lakrori
Maqo Lakrori (ur. 23 lipca 1948 w Tiranie) – albański inżynier i polityk, w 1991 minister edukacji w rządach Fatosa Nano i Ylli Bufiego.

## Życiorys
W latach 1966–1970 studiował inżynierię elektryczną na Uniwersytecie Tirańskim. Po zakończeniu studiów przez 25 lat wykładał na tym samym wydziale, na którym studiował. W latach 1982–1983 studiował w Grenoble, tam też w 1989 obronił pracę doktorską.
W latach 1975–1978 pełnił funkcję głównego inżyniera w kombinacie metalurgicznym w Elbasanie. W tym czasie był członkiem Albańskiej Partii Pracy, w 1991 należał do grona organizatorów ostatniego X kongresu APP. Po jej rozwiązaniu wstąpił do Socjalistycznej Partii Albanii i w 1992 znalazł się we władzach partii, odpowiadając za politykę międzynarodową. W 1991 pełnił funkcję ministra edukacji i kultury. W wyborach 1992 uzyskał mandat deputowanego do parlamentu. W parlamencie zasiadał do 2005.
W latach 1999–2001 pełnił funkcję sekretarza stanu d.s. integracji europejskiej w rządzie Pandelego Majki. W 2001 objął stanowisko ministra transportu i telekomunikacji w rządzie Ilira Mety, na którym pozostawał do 2002. W wywiadzie udzielonym w 2016 wystąpił jako krytyk rządzącej Socjalistycznej Partii Albanii, która w jego przekonaniu stała się ugrupowaniem oligarchicznym, pogrążonym w marazmie.